# Luzzu

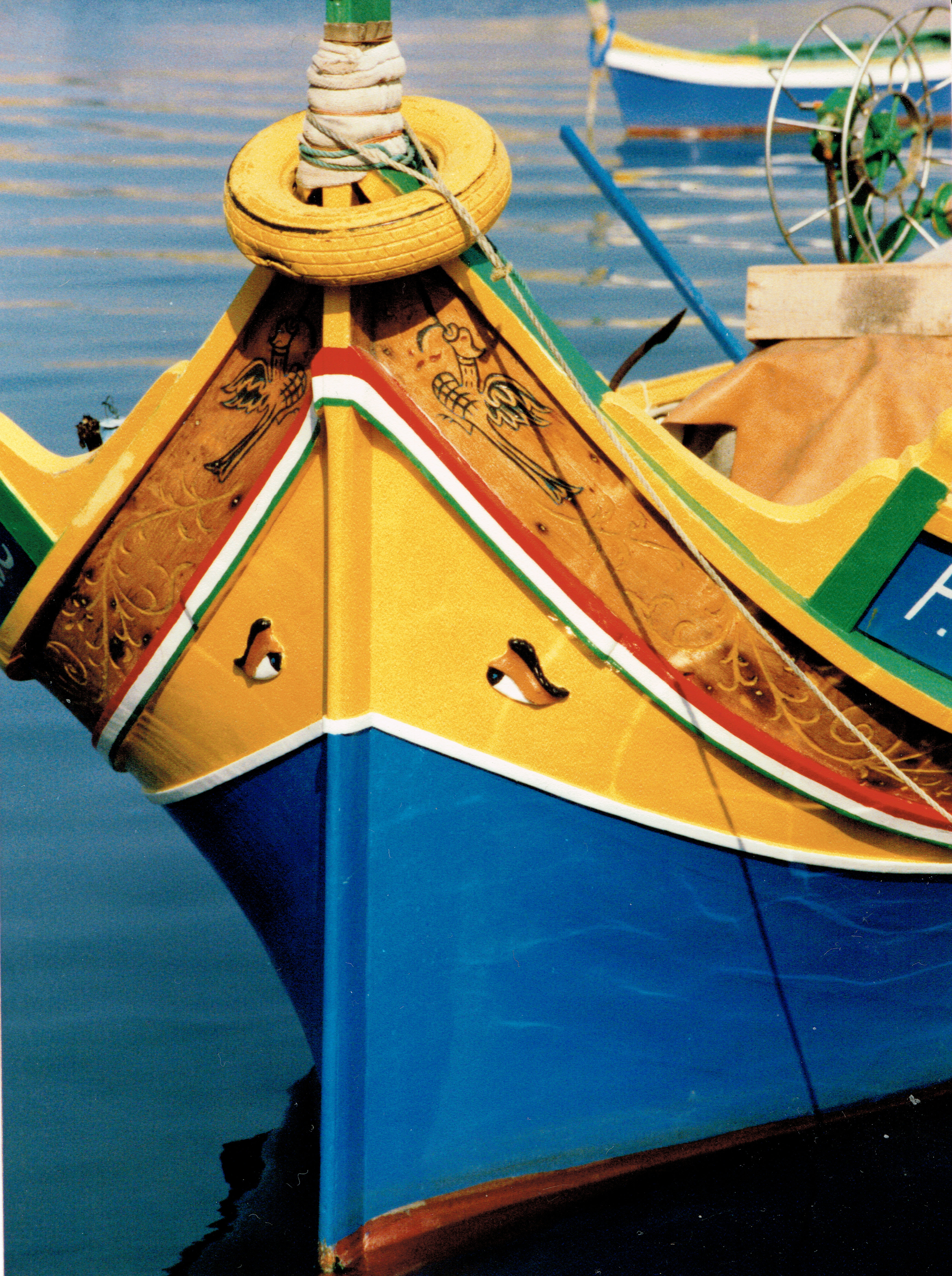
Luzzu v přístavu Marsaxlokk

Luzzu je název tradičního maltského člunu používaného zejména na rybolov. Velké množství těchto člunů se nachází v rybářském přístavu Marsaxlokk na východním pobřeží ostrova; podobné čluny, poněkud více připomínající benátské gondoly, se nacházejí v přístavě Grand Harbour ve Vallettě, kde si jim říká dhajsa.
Čluny jsou z velké části pestře pomalovány žlutou, červenou, zelenou a modrou, na přídi se nachází pár očí, které jsou přisuzovány egyptskému bohu Usirovi (v některých případech i bohu Horovi) a má rybáře chránit před pohromami. Tento původ není s určitostí prokázán; v každém případě se jedná o obyčej starých Féničanů, resp. i Řeků.
Vzhled člunu je velice starý a má navazovat přinejmenším na loďky z dob fénické nadvlády. Skutečnost, že čluny beze změn přetrvaly až do dnešních dob, je vysvětlována skutečností, že se jedná o velmi stabilní konstrukci, která odolávala i silným bouřím. Čluny byly původně vybaveny plachtou, dnes se jedná o motorizované čluny.